# Macaca nigra
El macaco negro crestado (Macaca nigra) es una especie de primate catarrino de la familia Cercopithecidae endémica de las selvas del norte de la isla indonesia de Célebes e islas adyacentes (Talise y Manadotua, en las islas Sangihe). De aspecto inconfundible, se encuentra en peligro de extinción.

## Descripción
Con la excepción de un poco de pelo blanco en el hombro, esta especie de macaco es de color totalmente negro azabache. Inusualmente para un primate, tiene unos llamativos ojos de color marrón rojizo. Son notables el largo hocico con altas mejillas y el mechón de pelo largo, o cresta, en la parte superior de la cabeza. La cola es de sólo aproximadamente 2 cm. Con una longitud de cuerpo entero de 44 a 60 cm y un peso de 3,6 a 10,4 kg, es una de las especies más pequeñas de macaco. Su esperanza de vida se estima en aproximadamente 20 años.

## Ecología

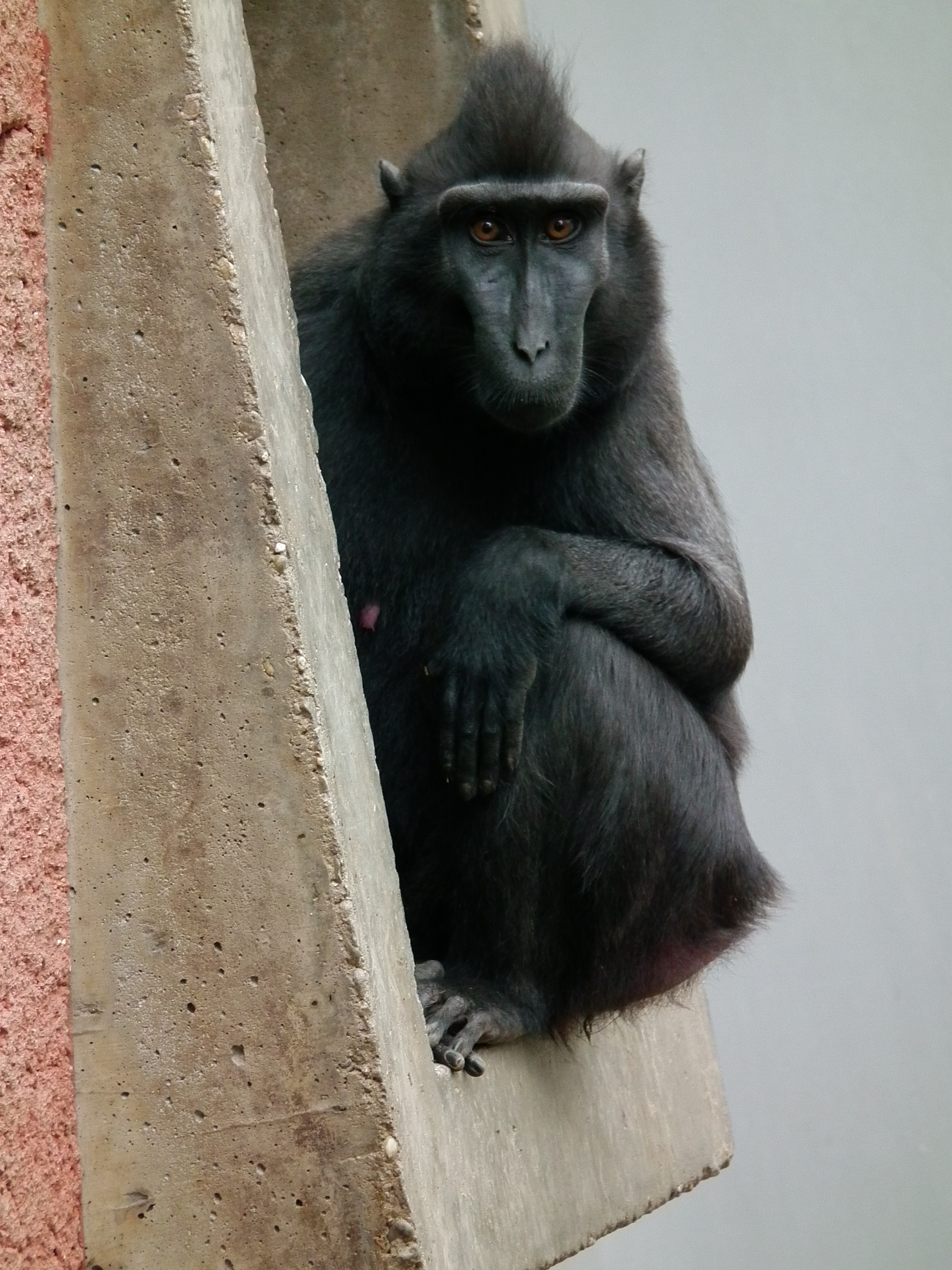
Macaco crestado de Célebes en el Vivarium Darmstadt, Hessen, Alemania

Este macaco es de hábitos diurnos y habita en la selva. Es principalmente terrestre. Permanece más de 60% del día en el suelo en busca de alimento y socializar, mientras duerme y busca comida en los árboles. 
El macaco crestado es frugívoro

o; el 70% de su dieta consiste en frutas. También se alimenta de hojas, brotes, semillas, hongos, aves, huevos, insectos (como orugas), y en ocasiones pequeños lagartos y ranas.

## Relación con el ser humano
Debido a que devasta cosechas y cultivos, el macaco negro es cazado como una plaga. También es cazado por su carne. La deforestación de las selvas tropicales amenaza aún más su supervivencia. Su situación en las pequeñas islas vecinas de Célebes (como los introducidos en Bacan) es un poco mejor, ya que esta tiene una baja población humana. La población total del macaco en Célebes se estima en 4000-6000, mientras que en Bacan se encuentra una población en auge de hasta 100.000 monos. 
Se realizaron una serie de viajes de estudio a Célebes y la superficie forestal de la península de Minahasa en 2004-2009 por Vicki Melfi, del Programa Europeo de Especies en Peligro. Melfi ha estado monitoreando la densidad de población, que ha disminuido desde más de 300 individuos por km² en 1980 a 20-60 hoy en día. Un programa de conservación Selamatkan Yaki & ndash, o "Salvemos a Yaki", nombre de este macaco en el idioma local, se ha puesto en marcha con grupos locales y otras asociaciones de conservación de Tailandia, Alemania y la Wildlife Conservation Society (con sede en EE. UU.). Además se encuentran una serie de parques zoológicos en su mayoría europeos que mantienen ex situ poblaciones reproductoras de este animal.
Desde 2006, el Proyecto Macaca Nigra estudia la biología y promueve la conservación de esta especie. El proyecto, una colaboración entre el Centro Alemán de Primates y el Instituto Agrícola de Bogor, a cargo de Antje Engelhardt, se encuentra en la Reserva Natural de Tangkoko, el lugar donde se encuentra la mayor población de esta especie en su área de distribución original.

## El caso de la selfie

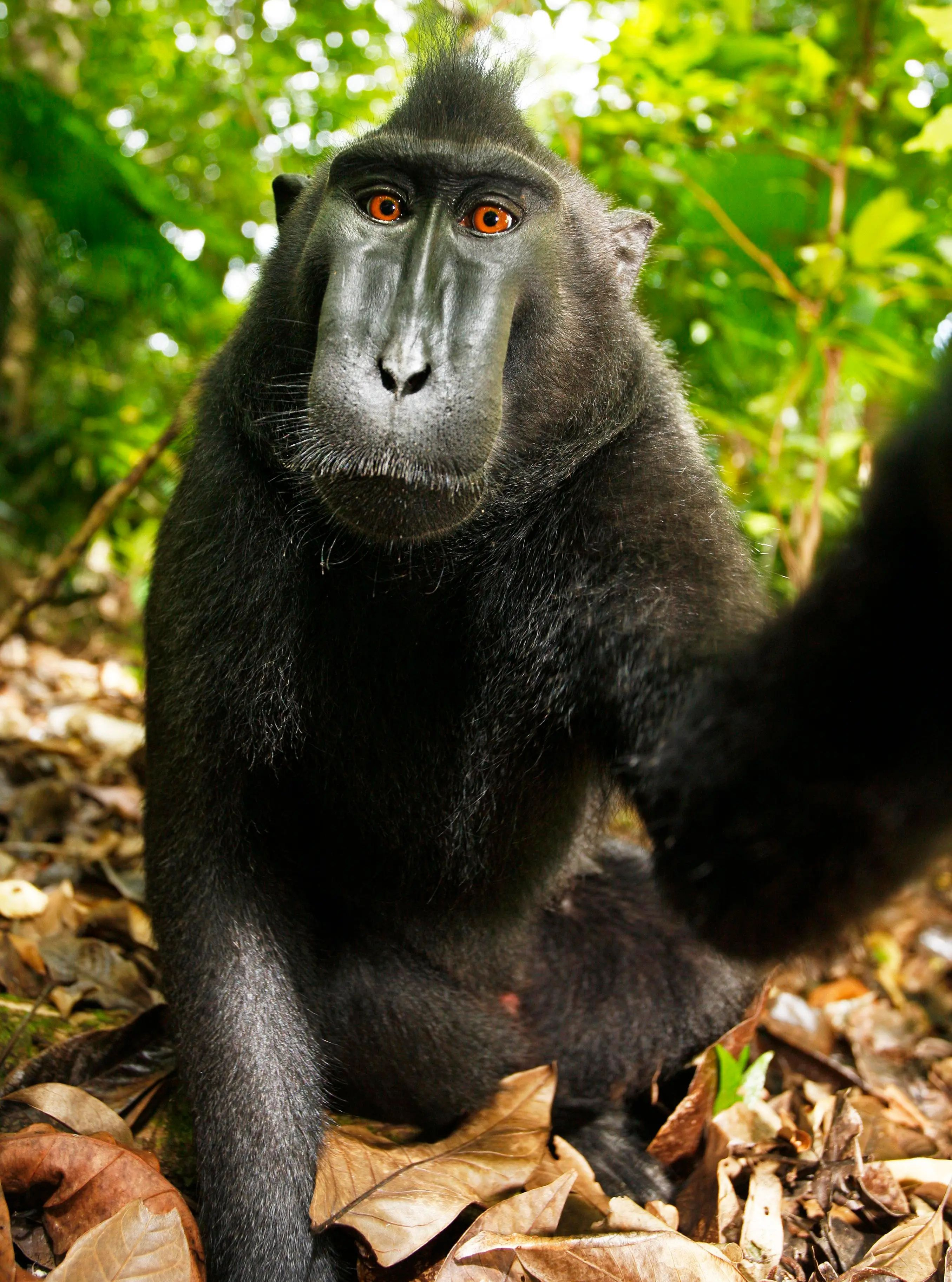
Una de las fotografías de la discordia. Ver referencia número 5.

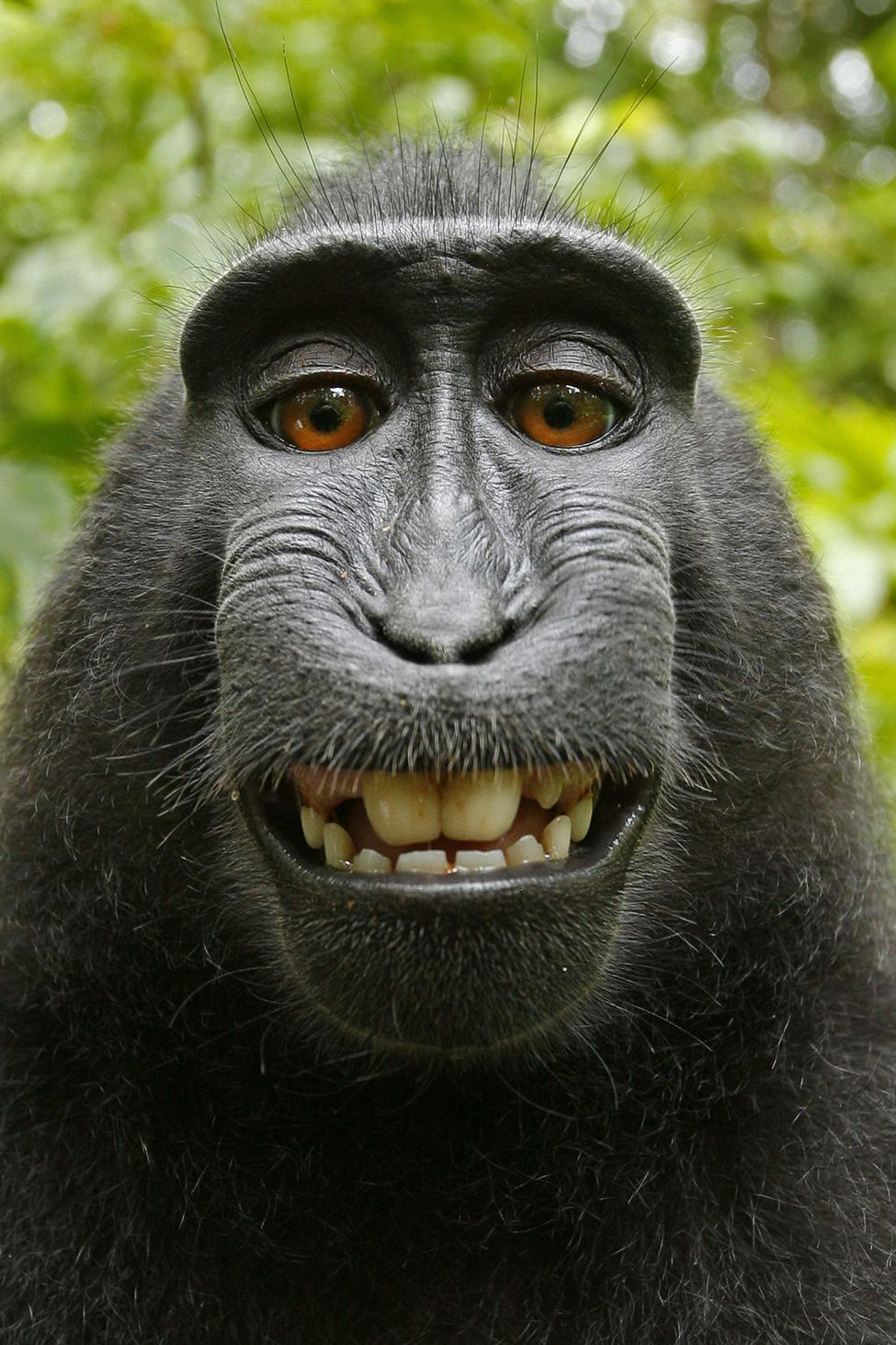
Foto con gran expresividad. Otra de las fotografías hechas por el macaco, recortada y corregida la verticalidad.

En 2011, el fotógrafo británico de naturaleza David Slater viajó a Indonesia para tomar fotografías de macacos crestados de las Célebes, y durante su preparación, una macaco hembra se fugó con su cámara y sacó varias fotografías. La mayoría eran inservibles, aunque algunas eran fotografías claras del macaco, que Slater después distribuyó como un "selfie de mono". Estas fotografías fueron subidas a Wikimedia Commons por un contribuyente, bajo la premisa de que el macaco sacó las fotografías y, dado que los animales no pueden tener derechos de autor según la ley de copyright de Estados Unidos, las fotografías tomadas por el macaco se encuentran en el dominio público. Slater presentó una solicitud para que las fotografías fueran eliminadas de Wikimedia Commons, argumentando que él es el titular de los derechos sobre las imágenes y que su distribución libre le genera un perjuicio económico. Sin embargo, en su informe de transparencia de 2014, la Fundación Wikimedia reveló que la reclamación sobre el copyright había sido rechazada. Slater afirmó entonces que iría a los tribunales.